# Seznam lahkih mitraljezov
Seznam lahkih mitraljezov.

## Seznam

### B
- mitraljez Bren
- Brno ZB26

### C
- mitraljez Chauchat

### L
- mitraljez Lewis

### M
- M1919A4 7,62 mm
- Madsen 1902

### R
- RPD
- RPK
- RPK-74

### S
- Stoner 63 LMG (ZDA)